# Менструальний психоз
Менструальний психоз — рідкісний патологічний стан з різким початком, що характеризується сплутаністю свідомості, ступором і мутизмом, маренням, галюцинаціями або маніакальним синдромом і починається разом з менструацією, після якої настає повне одужання від симптомів психозу. Але надалі симптоми зберігають періодичну появу протягом менструального циклу. Симптоми можуть з'являтися у передменструальній фазі або розвиватися з початком менструації (катаменіальні психози). Зазвичай менструальний психоз має поліморфізм як психотичних, так і афективних симптомів. Попри те, що менструальні психози мають спільні афективні риси з передменструальним синдромом, їх можна диференціювати за наявністю психотичних симптомів з поліморфною картиною. Хоча звичайні психотропні препарати можуть скоротити епізоди, їх ефективність у запобіганні рецидивам все ще сумнівна.
Існує 3 підтверджених і 30 можливих повідомлень про випадки менструального психозу.

## Історія
Зв'язок між менструацією і психозом помічений медициною у XVIII столітті. Наразі зареєстровано лише 30 пацієнток з цим станом. Поліморфний психоз — це найчастіше описана клінічна картина у таких пацієнток з домішкою афективних і психотичних симптомів.
Існують різні стани, коливання рівня естрогену, менопауза, післяпологовий період, період після оваріоектомії, які призводять до ризику виникнення психотичних симптомів. Аналогічно, циклічні зміни рівня естрогену протягом менструального циклу призводять до психозів у деяких жінок.

## Клінічний випадок
42-річна жінка, яка має двох дітей 22 та 20 років, звернулася з історією епізодичного психотичного захворювання тривалістю 7 років. Епізоди характеризувалися гострими нападами дратівливості та агресії, ідеями переслідування, галюцинаторною поведінкою, надмірною релігійністю, дезорганізацією, розладом формального мислення та незв'язним мовленням, з порушенням біологічних функцій та нехтуванням доглядом за собою. Ці симптоми зазвичай починалися в перший день менструації щомісяця і тривали 20 днів. У цей період пацієнтка обмежувала себе однією кімнатою і не спілкувалася з родиною. Протягом наступних кількох днів симптоми поступово зникали і жінка поверталася до преморбідного стану, без будь-яких психотичних або афективних симптомів і з повним відновленням здорового функціонування. У неї не було жодних ознак, які б вказували на органічне захворювання. У неї були регулярні менструальні цикли з моменту менархе, без анамнезу, який би вказував на подібну картину до 7 років тому, або передменструального синдрому в минулому. Ці епізоди почалися приблизно через 13 років після її останніх пологів. У сімейному анамнезі не було подібних епізодів або будь-яких інших психічних захворювань.
Пацієнтка звернулася через два тижні після останньої менструації. Обстеження психічного статусу при госпіталізації виявило дратівливість, збуджену поведінку та розлад формального мислення. На другому тижні госпіталізації у пацієнтки з'явилися періоди ейфорії, зменшилися афективні симптоми та розлад формального мислення, а її здатність до самообслуговування поступово покращилася.
Аналізи крові, такі як гемограма та функціональні тести нирок, печінки й щитоподібної залози, були в нормі.
Аналіз гормонального фону статевих залоз, проведений хемілюмінесцентним методом під час фолікулярної фази менструального циклу, показав наступні рівні: Фолікулостимулювальний гормон (4,8 мМО/мл), прогестерон (26,7 нг/дл), лютеїнізуючий гормон (1,3 мМО/мл). Вони були в межах норми, тоді як рівень пролактину (54,2 нг/мл) був помірно підвищеним. Рівень естрадіолу не визначався через логістичні проблеми.
Пацієнтці було призначено рисперидон у дозі 2 мг і підвищено до 4 мг без будь-яких серйозних побічних ефектів. Пацієнтка була безсимптомною на третьому тижні перебування в лікарні. На рисперидоні 4 мг/день у неї не було рецидиву психотичних симптомів з початком наступного менструального циклу. Тому вона була виписана на тій самій дозі. Протягом наступних 3 місяців пацієнтка почувалася добре без рецидиву симптомів, після чого була втрачена для спостереження протягом наступних 2 років. Під час телефонного спостереження з'ясувалося, що вона припинила лікування через кілька місяців і була безсимптомною. Протягом останніх трьох місяців у неї спостерігається рецидив симптомів у вигляді дратівливості, галюцинаторної поведінки, надмірної релігійності, дезорганізації мовлення та діяльності. Ці симптоми виникали протягом перших 10 днів — 2 тижнів після менструації, а потім пацієнтка почувалася відносно краще протягом наступних двох тижнів. Пацієнтці було рекомендовано спостерігатися у нас для продовження лікування. Від пацієнтки та її матері було отримано письмову інформовану згоду на публікацію цього випадку.